# 紀州 (フェリー)
紀州は、神紀フェリーが運航していたフェリー。後に日本カーフェリーでさるびあとして運航された。

## 概要
神紀フェリーの航路開設にあたって波止浜造船で建造され、1972年8月に神戸 - 海南 - 白浜航路に就航したが、1975年4月1日に航路休止となり、係船された。
1976年、衝突事故で沈没したふたばの代船として日本カーフェリーに売却された。さるびあと改名され三菱重工業広島造船所で改装工事を受けた後、1976年11月1日に広島 - 日向航路に就航した。
1982年1月、広島航路の廃止により引退した。
その後、海外売船され、韓国の韓一高速フェリーでHANIL CAR FERRYとして就航した。
1999年、フィリピンのトランスアジア・シッピングラインに売却され、ASIA SOUTH KOREAとして就航したが、12月23日、荒天と過積載によりバンタヤン島沖で沈没した。

### 就航航路
神紀フェリー
- 神戸港 - 海南港 - 白浜港

白浜、勝浦と本船の3隻で、3隻ダイヤの場合は1日3往復、2隻ダイヤの場合は2往復を運航した。海南港には3隻ダイヤの際に1往復のみ寄港した。
日本カーフェリー
- 広島港 - 細島港

本船1隻で1日1往復を運航した。下り便が夜行便、上り便が昼行便となっていた。

## 設計
船体は3層構造で旅客甲板上層は操舵室、乗組員区画および特等室、旅客甲板下層は一等室および二等室、最下層が車両甲板となっていた。ランプウェイは船尾と船首（バウバイザー付）に設けられていた。

## 船内

### 船室
- 特等室
- 一等室
- 二等室

### 設備
- 案内所・売店
- うどんコーナー

## 事故・インシデント

### 荒天と過積載による沈没
1999年12月22日、5時ごろ、セブ島のマンダウエからパナイ島のイロイロへ向かっていた本船は、荒天によりバンタヤン島沖で大波を受け、船内の電力が失われて航行不能となり、サンゴ礁に接触した後、沈没した。
付近を航行していた貨物船、ジョン・デクスター（MV Jon Dexter）は、右舷に照明が失われた沈没前の本船を発見して通報した。船上では救命胴衣が配布され、ラフトが展開された。ジョン・デクスターおよびフェリーSt. Peter the Apostle（元第三十二阪九）により救助活動が行われ、フィリピン海軍の艦艇やヘリコプターが現場に到着するまでに多くの生存者を救出した。
本船は、出港前の沿岸警備隊の検査で過積載が発見され、出港が差し止められていた。出港の許可は、過剰な乗客を降ろすことで与えられた。沿岸警備隊は乗客614名、乗員58名の定員を承認しており、トランスアジア・シッピングラインは事故発生当時、乗客606名、乗員52名が乗船していたと発表したが、捜索救助に当たった現地の軍当局は、755名が乗船していたと推定した。死亡者の数は錯綜しており、Philippine Daily Inquirerは死者を42名と報道したが、民間防衛局では45名としていた。また、国際海事機関の2008年の海上安全報告書では56名と報告されている。
2000年、船長および一等航海士は安全な航海に失敗し、人的損害および物理的損害を引き起こしたことで有罪となった。